# Southfork Ranch

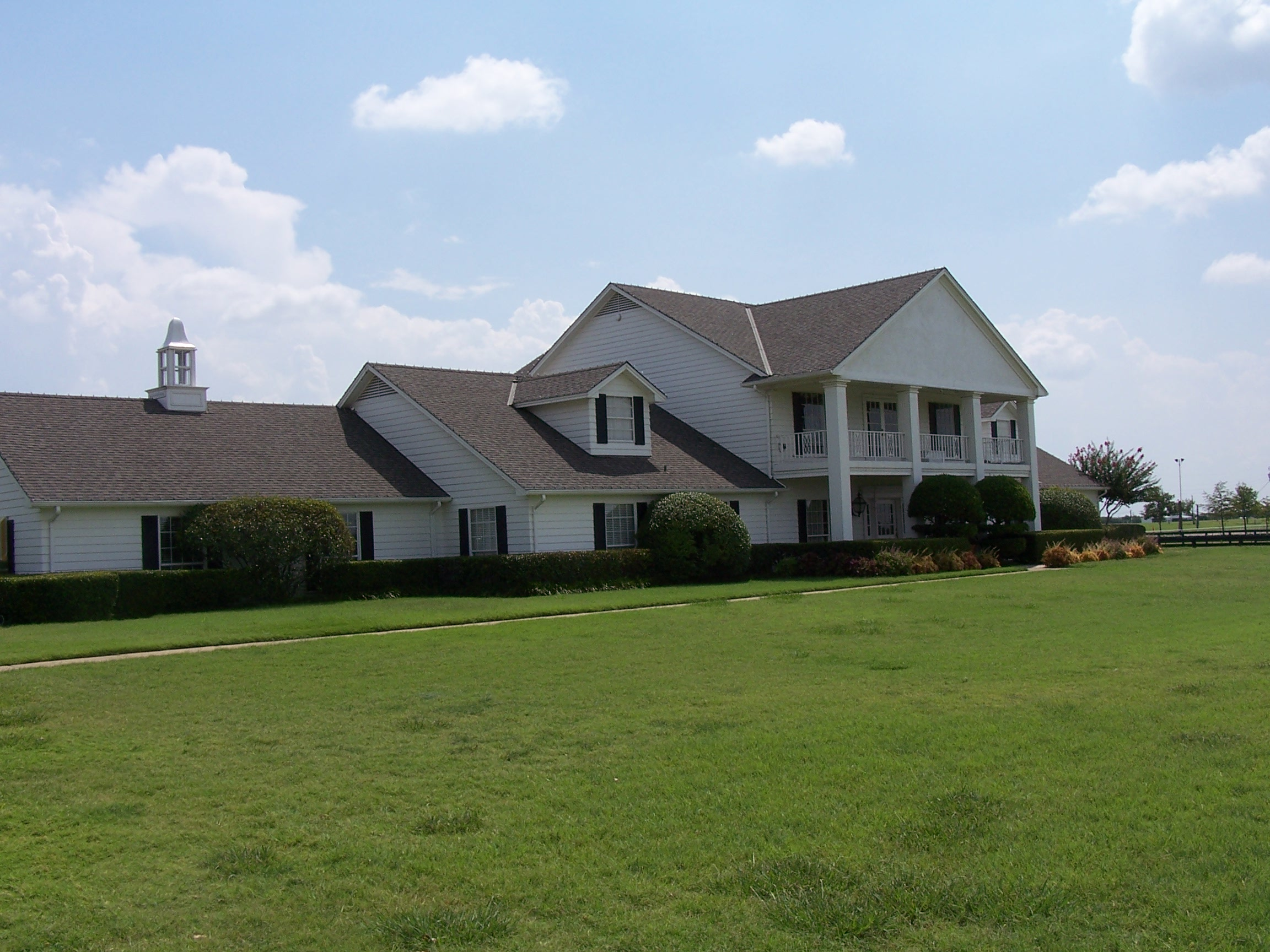
Southfork Ranch

Southfork Ranch è una località presso la città texana di Parker. Il ranch fu costruito nel 1970 da Joe Duncan e il suo indirizzo è 3700 Hogge Drive.
Il ranch è stato usato come ranch cinematografico per girare la serie TV del 1978 Dallas.